# Гребенчатые звёзды
Гребенчатые звёзды (лат. Astropectenidae) — семейство морских звёзд из отряда Paxillosida.

## Ареал
Представители семейства Astropectinidae обитают вдоль континентальных шельфов всех материков, включая Антарктиду.

## Образ жизни
Как правило представители этого семейства морских звёзд обитают на морском дне, погружённые в мягкие отложения типа песка или ила. Среди это семейства встречаются как хищные так и всеядные виды.

## Размножение
.

## Список родов
По состоянию на 2013 год, было описано 27 родов морских звёзд относящихся к данному семейству:
- Astromesites Fisher, 1913
- Astropecten Gray, 1840
- Astropectinides Verrill, 1914
- Bathybiaster Danielssen & Koren, 1883
- Betelgeusia Blake & Reid, 1998
- Blakiaster Perrier, 1881
- Bollonaster McKnight, 1977
- Bunodaster Verrill, 1909
- Craspidaster Sladen, 1889
- Ctenophoraster Fisher, 1906
- Ctenopleura Fisher, 1913
- Dipsacaster Alcock, 1893
- Dytaster Sladen, 1889
- Koremaster Fisher, 1913
- Leptychaster E.A. Smith, 1876
- Lonchotaster Sladen, 1889
- Macroptychaster H.E.S. Clark, 1963
- Mimastrella Fisher, 1916
- Patagiaster Fisher, 1906
- Persephonaster Wood-Mason & Alcock, 1891
- Plutonaster Sladen, 1889
- Proserpinaster Fell, 1963
- Psilaster Sladen, 1885
- Tethyaster Sladen, 1889
- Thrissacanthias Fisher, 1910
- Tritonaster Fisher, 1906
- Trophodiscus Fisher, 1917

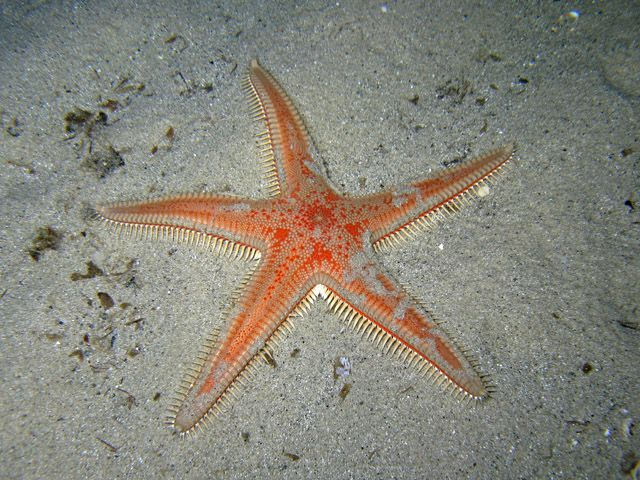
Astropecten aranciacus
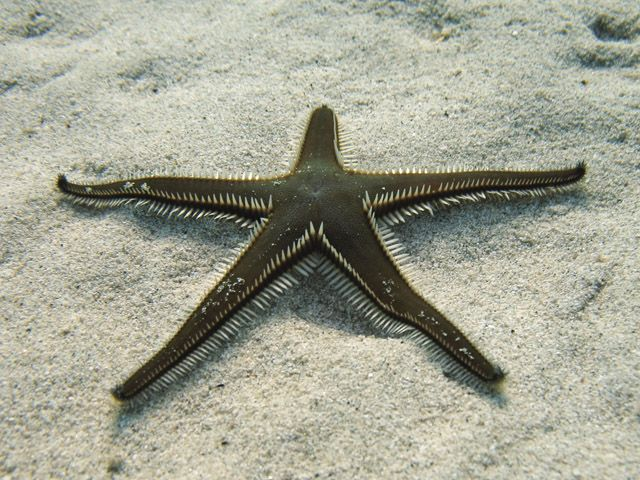
Astropecten bispinosus
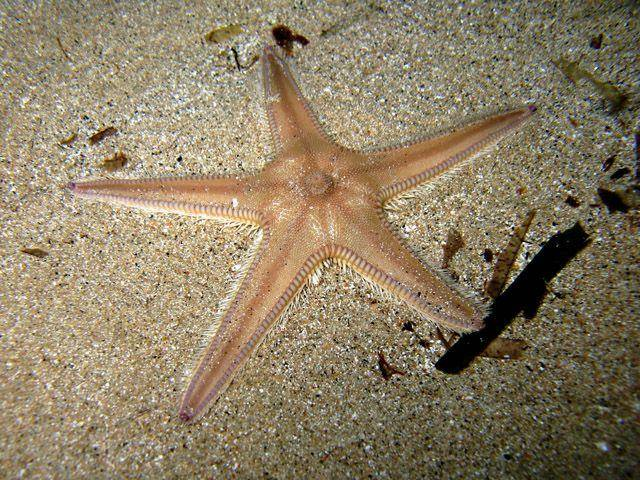
Astropecten irregularis
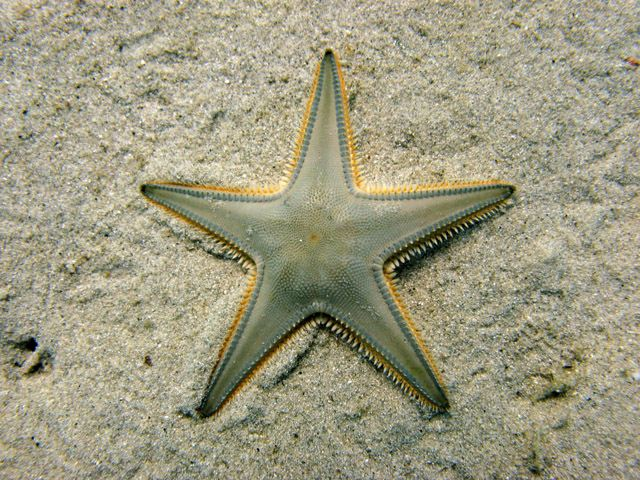
Astropecten jonstoni
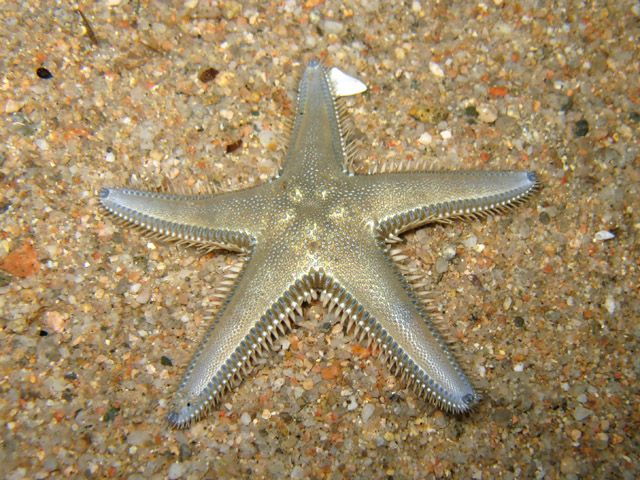
Astropecten platyacanthus